# گله (فیلم ۲۰۱۵)
گله (به انگلیسی: Pack) یک فیلم ترسناک استرالیایی محصول سال ۲۰۱۵ به کارگردانی نیک رابرتسون بر اساس فیلمنامه‌ای از ایوان رندال گرین ساخته شده‌است. این فیلم اولین نمایش جهانی خود را در ۵ اوت ۲۰۱۵ در جشنواره فیلم فانتزی داشت داستان دربارهٔ یک خانواده جوان استرالیایی است که توسط گروهی از سگ‌های وحشی وحشت زده می‌شوند. با وجود عنوان، این فیلم بازسازی فیلمی به همین نام در سال ۱۹۷۷ نیست.

## داستان
داستان فیلم در مورد یک کشاورز و خانواده‌اش می‌باشد که می‌بایست برای بقا در مقابل گروهی از سگ‌های وحشی که خانهٔ آن‌ها را محاصره کرده‌اند، مقاومت کنند، اما طولی نمی‌کشد که این درگیری‌های خون آلودی اتفاق می‌افتد و راه آن‌ها برای زنده ماندن سخت‌تر می‌شود …

## پاسخ انتقادی
استقبال منتقدان برای این فیلم عمدتاً منفی بود و فیلم در حال حاضر دارای امتیاز ۵۰٪ در راتن تومیتوز، بر اساس هشت نقد است. هفته نامه لس آنجلس فیلم را بررسی کرد و از آن به دلیل داستان سرایی آن انتقاد کرد و اظهار داشت که خانواده فیلم «به طرز قابل توجهی احمق» هستند.

## انتشار
گله در ۵ اوت ۲۰۱۵ در جشنواره بین‌المللی فیلم فانتزی در آلمان و در ۱۳ نوامبر ۲۰۱۵ در ترکیه منتشر شد. در ۵ فوریه ۲۰۱۶ اکران محدودی در ایالات متحده دریافت کرد و همچنین یک بلو-ری و دی‌وی‌دی در همان تاریخ منتشر شد.